# Nationaal Hulp- en Voedingskomiteit

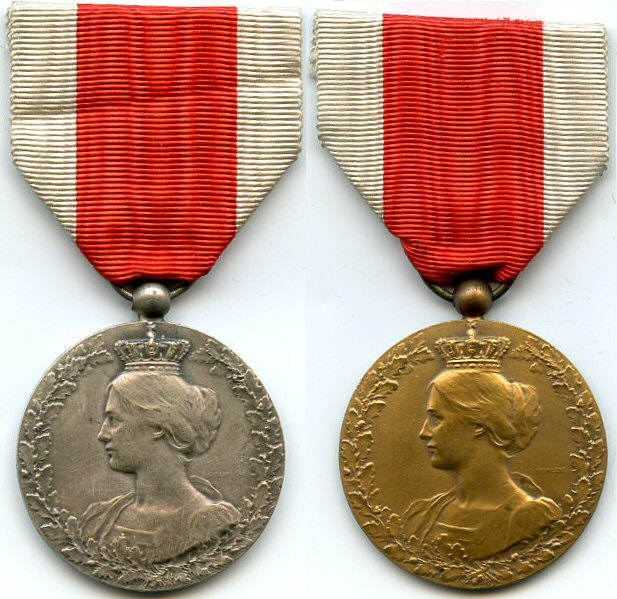
Herinneringsmedailles van het Nationaal Hulp- en Voedingskomiteit (1919)

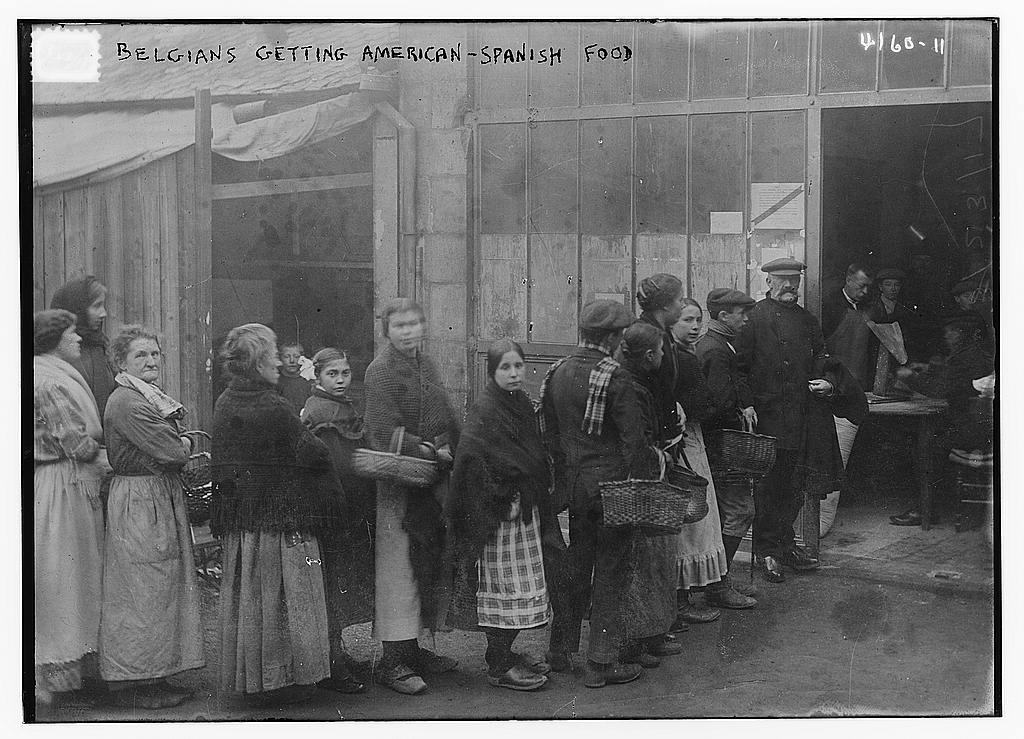
De bevolking wacht in de rij voor de voedselbedeling (1915)

Het Nationaal Hulp- en Voedingskomiteit (Frans Comité National de Secours et d'Alimentation, CNSA), ook bekend als het Nationaal Hulp- en Voedingscomité (NHVC), was een Belgische organisatie tijdens de Eerste Wereldoorlog.

## Historiek
Het Nationaal Hulp- en Voedingskomiteit was gegroeid uit een Brussels initiatief van de bankier Emile Francqui en de industriëlen Ernest Solvay en Jean Jadot met de steun van de liberale burgemeester Adolphe Max (LP) met als doel de goederen die door de Commission for Relief in Belgium ter beschikking werden gesteld onder de bevolking te verspreiden. Eerst volgden provinciale comités en op 29 oktober 1914 werd het NHVC opgericht. Hierin werden vertegenwoordigers van elke provincie afgevaardigd. Onder de provinciale comités stonden de arrondissementscomités en daaronder de lokale comités, in bijna elke Belgische gemeente. Overigens waren er tussen het Belgische Comité en de Commission herhaaldelijk strubbelingen over de controle op de voedseldistributie.:p. 74
Het Nationaal Hulp- en Voedingskomiteit stond onder de bescherming van vertegenwoordigers van neutrale landen. De beschermheren waren de Markies van Villalobar (Spanje), Maurits van Vollenhoven (Nederland) en Brand Whitlock (Verenigde Staten, tot 1917). De Duitse overheid garandeerde dat de hulpgoederen niet zouden worden aangeslagen en stond toe dat de transporten gebeurden onder de bescherming van de ambassadeurs van de neutrale landen.
De doelstelling van de organisatie was tweeledig. Enerzijds was er de voedselbevoorrading en -verdeling en anderzijds de hulpverlening aan vluchtelingen, daklozen, werklozen en oorlogswezen. Gedurende de ganse Duitse bezetting van België (1914 - '18) werden in totaal 4,8 miljoen ton goederen aangevoerd en verdeeld, goed voor een bedrag van meer dan vier miljard Belgische frank. Hiervoor werd er noodgeld uitgegeven dat gebruikt kon worden in stedelijke magazijnen en handelaars. Desondanks kon dit het probleem van woekerprijzen en schaarste niet tegengaan. De organisatie telde circa 125.000 medewerkers over vele regionale afdelingen en was ook actief in het bezette Noord-Frankrijk. De organisatie bleef nog vele maanden na het einde van de oorlog actief, gelet op de slechte economische situatie in het land.
In de loop der tijd groeide zijn invloed op economisch en politiek gebied zodanig dat het als schaduwregering ging optreden. Hierbij speelde topman van de Société Générale, Emile Francqui een belangrijke rol. Zo werd er onder meer vanuit de krant Vooruit kritiek gegeven op de politieke toe-eigening van de hulpinitiatieven door de katholieken en liberalen en in het bijzonder op het niet-neutrale karakter van het NHVC, waarin de socialisten ondervertegenwoordigd waren. Dit belette evenwel niet dat de socialisten in het nationaal belang van hun landgenoten loyaal hun medewerking verleenden aan het initiatief. Zo waren in het Brusselse onder meer Joseph Wauters en Louis Bertrand actief in het NHVC.